# Megachile palmensis
Megachile palmensis är en biart som beskrevs av Mitchell 1934. Megachile palmensis ingår i släktet tapetserarbin, och familjen buksamlarbin. Inga underarter finns listade i Catalogue of Life.